# Linda Thompson
Linda Diane Thompson (23 de mayo de 1950) es una actriz y compositora estadounidense, quien ganó también varios concursos de belleza, incluido el Miss Tennessee USA de 1972.

## Biografía
Thompson nació y se crio en Memphis, Tennessee.
En julio de 1972 comenzó una relación con el recién separado Elvis Presley; su relación terminó en diciembre de 1976. Sobre esta relación se realizó una película para la televisión titulada Elvis and the Beauty Queen (1981), en la que el papel de Linda fue interpretado por la actriz Stephanie Zimbalist y Don Johnson personificó a Elvis.
En 1980, Thompson comienza una relación con el atleta y medallista de oro olímpico, Bruce Jenner. La pareja se casó el 5 de junio de 1981. Tuvieron dos hijos, Brandon Jenner (4 de junio de 1981) y Brody Jenner (21 de agosto de 1983). Se divorciaron en 1984. A través de sus hijos, tiene cuatro nietos.
El 22 de junio de 1991, se casó con el compositor y productor musical David Foster, con quien coescribió muchas canciones. Thompson le pidió el divorcio a Foster en 2005.

## Carrera

### Actriz
En 1977, Thompson participó en varias series de televisión regularmente,  Hee Haw fue una de ellas, en donde estuvo hasta 1982. Otras apariciones en televisión han sido en Starsky y Hutch, Vega$, La isla de la fantasía, The Fall Guy, y Beverly Hills, 90210.

### Compositora
Thompson escribió la canción "Our Perfect Song" junto con David Briggs. La canción fue presentada en el álbum Heart of the Matter (1985) de Kenny Rogers. Escribió letras de las composiciones de David Foster, una de las más notables es "No Explanation" para Pretty Woman de 1991. En 1992, ellos fueron nominados a un Grammy Award y un Academy Award for Best Song por la composición de la canción "I Have Nothing" cantada por Whitney Houston en la película El guardaespaldas de 1992. Thompson coescribió la letra de "The Power of the Dream", himno oficial de los Juegos Olímpicos de Atlanta de 1996, compuesta por Foster y Kenneth "Babyface" Edmonds.
Escribió la canción "You're Still You", que apareció en un episodio de Ally McBeal en 2001. Junto con el cantante-compositor Richard Marx, también escribió "To Where You Are". Ambas canciones fueron interpretadas por Josh Groban y están incluidas en su álbum debut. Ella también compuso la canción "A Love That Will Last" para The Princess Diaries 2: Royal Engagement de 2004.

## Premios y nominaciones
Premios Óscar
| Año  | Categoría              | Canción          | Película          | Resultado |
| ---- | ---------------------- | ---------------- | ----------------- | --------- |
| 1993 | Mejor canción original | «I Have Nothing» | El guardaespaldas | Nominada  |

En 2003, Thompson y Foster ganaron un Emmy Award por Mejor Letra y Música por The Concert for World Children's Day.[cita requerida]

## Trabajo humanitario
Junto con su marido participó en causas humanitarias a través de la David Foster Foundation Society.[cita requerida] En 2005, los Fosters tuvieron su propio show de telerrealidad titulado The Princes of Malibu basado en la vida de los holgazanes hijos de Linda y de cómo Foster tenía que lidiar con ellos. El show fue cancelado luego de algunos capítulos al aire, por la separación de Foster con Thompson.